# Arkadiusz Jakubik
Arkadiusz Jakubik (sinh ngày 14 tháng 1 năm 1969 tại Strzelce Opolskie) là một diễn viên, nhà biên kịch, ca sĩ và nhạc sĩ người Ba Lan.

## Sự nghiệp
Arkadiusz Jakubik tốt nghiệp Học viện PWST ở chi nhánh Wrocław vào năm 1992. Anh nổi tiếng với khán giả qua các vai diễn trong loạt phim sitcom 13 posterunek và những bộ phim của đạo diễn Wojciech Smarzowski. Năm 2008, anh là một trong những thành viên sáng lập và cũng là giọng ca chính của ban nhạc rock & roll "Dr Misio". Ngoài Jakubik, đội hình ban nhạc còn có các nghệ sĩ Paweł Derentowicz, Mario Matysek, Radek Kupis và Jan Prościński.

## Phim chọn lọc
- 13 posterunek 2 (1999–2000) – Aspirant Rysio
- Wesele (2004) – Janocha
- Codzienna 2 m. 3 (2005–2007) – Leon
- Dom zły (2009) – Edward Środoń
- Piąty Stadion (2012) – Jarek 'Pele' Malak
- Jesteś Bogiem (2012) – Gustaw
- Chce się żyć (2013) – Paweł Rosiński
- The Snow Queen (2013) – Orm
- Pod Mocnym Aniołem (2014)
- Wołyń (2016) – Maciej Skiba
- Kler (2018) – Andrzej Kukuła
- W głębi lasu (2020) – Maciej Jork
- Klangor (2021) – Rafał Wejman